# Nazareno Gabrielli
Nazareno Gabrielli è stata un'azienda italiana di abbigliamento, profumi, accessori e pelletteria. È oggi un marchio passato attraverso varie acquisizioni e posseduto dal gruppo Muccillo di Benevento.

## Storia

### Gli inizi
Il marchio Nazareno Gabrielli viene coniato nel 1907 a Tolentino dall'omonimo legatore e decoratore come nome del laboratorio artigianale per la decorazione tramite tecnologie sofisticate, come la fotoincisione e la xinografia. Già nel 1922 l'azienda espande la propria attività alla realizzazione di capi di abbigliamento e pelletteria, borse e guanti. Nel 1928 l'azienda ottiene l'incarico da parte della Fiat della realizzazione di alcune imbottiture in pelle del primo treno reale costruito in Italia.

### La massima espansione
Dal dopoguerra in avanti, Nazareno Gabrielli diventa uno dei marchi più prestigiosi nel mondo della moda italiana. Nel 1970 fatturava 970 milioni e aveva circa 160 dipendenti. Nel corso del decennio l'azienda decise di entrare nel settore pelletteria, con particolare attenzione verso la clientela femminile, e l'accessorio, con la creazione di una società ad hoc per la commercializzazione degli oggetti non prodotti ma disegnati, la Nazareno Gabrielli Diffusion.
Con l'idea di entrare anche nel settore abbigliamento, viene creato il marchio Nazareno Gabrielli Moda. Alla fine del 1981 la Nazareno Gabrielli, attraverso un mutuo di 2,8 miliardi, rileva la First International Company di Rovereto, una fabbrica di jeans con una superficie di 1500 metri coperti e 180 operai: viene trasformata in fabbrica di prêt-à-porter, ma dev'essere ceduta nel 1983, facendole produrre abiti come terzista.
Nonostante questo, negli anni ottanta la Nazareno Gabrielli raggiunge la sua massima espansione in tutti i settori: pelletteria, abbigliamento, accessori, agende, con l'apertura di negozi in diverse parti d'Italia.
Al contempo vengono compiute anche diverse operazioni finanziarie: creazioni di marchi, aziende e fusioni che complicano il quadro delle reali possibilità della ditta. L'ultima di queste è la creazione - nel 1988 - della Nuova Nazareno Gabrielli Moda che contiene i marchi, un ramo d'azienda (il settore commerciale), le collezioni, una licenza per la produzione dei jeans, i mutui contratti con la finanziaria della Provincia di Trento per 6,5 miliardi per l'acquisto della First International Company. Questa nuova società viene rilevata dalla Nazareno Gabrielli spa per 2 miliardi

### La crisi
Negli anni novanta l'azienda entra in un periodo di crisi, fatturando - alla fine del decennio - 70 miliardi di lire, e senza più i 30 miliardi circa della licenza di Cartier per la produzione di valigeria e pelletteria. Lo stesso settore abbigliamento - che portava il fatturato a 250 miliardi - è in netta recessione e viene progressivamente abbandonato quale prima linea. Anche nella famiglia (la proprietà è divisa in parti uguali tra Clara, figlia del fondatore, e le sue tre figlie - Isabella sposata con Franco Moschini, Grazia sposata con Davide Passini e Gabriella sposata con Bruno Martarelli - sorgono delle divergenze. Tutto questo costringe la società detentrice del marchio a ridurre le aree di impegno, limitandosi alla produzione del solo regalo aziendale e alla cartoleria. La stessa collezione di abbigliamento continua ad essere prodotta interamente in licenza. Nel corso del decennio, in un tentativo di risanare i conti, molti negozi vengono chiusi.

### Gli anni duemila
Ciò nonostante nel 1999 il perdurare della crisi aziendale costringe l'amministratore delegato Davide Passini a cedere il passo. La maggioranza dell'azienda viene acquisita dalla Compagnia Generale Aprutina, che detiene il 100% di Pineider.
Due anni dopo, nel 2001, l'azienda - che oramai si occupa solamente del settore accessori - passa nuovamente di mano attraverso una scissione. Da una parte si ha la creazione di una nuova società accordo tra Nazareno Gabrielli Spa e la Lediberg di Bergamo guidata da Maurizio Castelli; nella nuova società confluiscono le attività industriali e commerciali di cartotecnica di quello che era il marchio "Nazareno Gabrielli Diaries Spa", che diviene azienda. Dall'altra, il settore pelletteria della storica Nazareno Gabrielli viene riorganizzato nell'azienda Pelletteria 1907 che diviene quindi titolare per tale comparto del marchio Nazareno Gabrielli; quest'ultima cerca di rilanciare il settore della pelletteria nelle vendite al dettaglio.
Per una crisi di liquidità, nel 2006 il gruppo Lediberg della famiglia Castelli cede però il 42% della Nazareno Gabrielli al Fondo Sofipa (Capitalia).

### Il fallimento della Pelletterie 1907
Nel 2009 il settore della pelletteria chiude definitivamente, con il fallimento della Pelletteria 1907.), Gli amministratori saranno poi accusati di bancarotta per distrazione, comportamento che avrebbe impedito il reale rilancio dell'azienda.
Prosegue la propria esistenza il marchio nel settore accessori con la Diaries di Lediberg, costretta però ad un ulteriore piano di riduzioni del personale nel 2010 con l'utilizzo intensivo della cassa integrazione.

## Il marchio Nazareno Gabrielli

### L'acquisizione del marchio
Nel 2011 il marchio Nazareno Gabrielli viene rilevato dalla Nazareno Gabrielli Diaries, proseguendo la produzione e la commercializzazione delle agende, della cartotecnica e degli articoli promozionali, a cui si aggiunge quindi quello della pelletteria della Nazareno Gabrielli. L`azienda — se si eccettua il settore abbigliamento e pret-à-porter, abbandonato dalla casa madre negli anni novanta e mai ripreso — è nuovamente unica. Il marchio Nazareno Gabrielli è comunque venduto nel 2012 a un imprenditore beneventano, Silvestro Muccillo che ha fondato nel 2000 con la moglie Antonietta Pesce la Muccillo Group, che in seguito sarà guidata dalla figlia Milena e raggrupperà i marchi Nazareno Gabrielli, Design Marta Marzotto, Emmesse, NG Freetime.
Nel 2015 la Lediberg è nuovamente in crisi, trascinando anche la Nazareno Gabrielli. Crisi che viene superata, assestandosi il fatturato. Nel 2014, la Nazareno Gabrielli Diaries Spa viene ceduta, per il 28%, ad un gruppo libanese.